# Expedice 61
Expedice 61 byla jednašedesátou expedicí na Mezinárodní vesmírné stanici (ISS). Byla šestičlenná, čtyři členové přešli z Expedice 60, zbývající dvojice na ISS přiletěla v Sojuzu MS-15. Začala 3. října 2019, skončila s odletem Sojuzu MS-13 6. února následujícího roku.
Sojuz MS-13 a Sojuz MS-15 expedici sloužily jako záchranné lodě. 

## Posádka
| Posádka         |                                  |
| --------------- | -------------------------------- |
| Velitel         | Luca Parmitano (2), ESA          |
| Palubní inženýr | Alexandr Skvorcov (3), Roskosmos |
| Palubní inženýr | Andrew Morgan (1), NASA          |
| Palubní inženýr | Christina Kochová (1), NASA      |
| Palubní inženýr | Oleg Skripočka (3), Roskosmos    |
| Palubní inženýr | Jessica Meirová (1), NASA        |

V závorkách je uveden dosavadní počet letů do vesmíru včetně této mise.